# Hoplistomerus caliginosus
Hoplistomerus caliginosus là một loài ruồi trong họ Asilidae. Hoplistomerus caliginosus được Wulp miêu tả năm 1899. Loài này phân bố ở vùng nhiệt đới châu Phi.